# Classe ATC C09
La classe ATC C09, dénommée « Agents agissant sur le système rénine-angiotensine », est un sous-groupe thérapeutique de la classification anatomique, thérapeutique et chimique, développée par l'OMS pour classer les médicaments et autres produits médicaux. La classe ATC vétérinaire correspondante dans la classification ATCvet est QC09. Le sous-groupe présenté ici est celui établi par l'OMS, et peut donc différer des versions dérivées utilisées dans certains pays. Il fait partie du groupe anatomique C de la classification, intitulé « Système cardio-vasculaire ».

## C09A Inhibiteurs de l'enzyme de conversion de l'angiotensinogène (IEC ou IECA), non associés

### C09AA Inhibiteurs de l'enzyme de conversion de l'angiotensinogène, non associés
C09AA01 Captopril
C09AA02 Énalapril
C09AA03 Lisinopril
C09AA04 Périndopril
C09AA05 Ramipril
C09AA06 Quinapril
C09AA07 Bénazépril
C09AA08 Cilazapril (en)
C09AA09 Fosinopril
C09AA10 Trandolapril
C09AA11 Spirapril (en)
C09AA12 Délapril (en)
C09AA13 Moexipril
C09AA14 Témocapril (en)
C09AA15 Zofénopril
C09AA16 Imidapril (en)

## C09B Inhibiteurs de l'enzyme de conversion de l'angiotensinogène, associations

### C09BA Inhibiteurs de l'enzyme de conversion de l'angiotensinogène et diurétiques
C09BA01 Captopril et diurétiques
C09BA02 Énalapril et diurétiques
C09BA03 Lisinopril et diurétiques
C09BA04 Perindopril et diurétiques
C09BA05 Ramipril et diurétiques
C09BA06 Quinapril et diurétiques
C09BA07 Bénazépril et diurétiques
C09BA08 Cilazapril et diurétiques
C09BA09 Fosinopril et diurétiques
C09BA12 Delapril et diurétiques
C09BA13 Moexipril et diurétiques
C09BA15 Zofénopril et diurétiques

### C09BB Inhibiteurs de l'enzyme de conversion de l'angiotensinogène et inhibiteurs du canal du calcium
C09BB02 Énalapril et lercanidipine
C09BB03 Lisinopril et amlodipine
C09BB04 Perindopril et amlodipine
C09BB05 Ramipril et félodipine
C09BB06 Énalapril et nitrendipine
C09BB07 Ramipril et amlodipine
C09BB10 Trandolapril et vérapamil
C09BB12 Délapril et manidipine

### C09BX Inhibiteurs de l'enzyme de conversion de l'angiotensinogène, autres associations
C09BX01 Périndopril, amlodipine et indapamide
C09BX02 Périndopril et Bisoprolol
C09BX03 Ramipril, amlodipine et hydrochlorothiazide
QC09BX90 Bénazépril et pimobendane

## C09C Antagonistes de l'angiotensineII, non associés

### C09CA Antagonistes de l'angiotensine II, non associés
C09CA01 Losartan
C09CA02 Éprosartan
C09CA03 Valsartan
C09CA04 Irbésartan
C09CA05 Tasosartan (en)
C09CA06 Candésartan
C09CA07 Telmisartan
C09CA08 Olmésartan médoxomil
C09CA09 Azilsartan médoxomil (en)
C09CA10 Fimasartan (en)

## C09D Antagonistes de l'angiotensine II, associations

### C09DA Antagonistes de l'angiotensine II et diurétiques
C09DA01 Losartan et diurétiques
C09DA02 Éprosartan et diurétiques
C09DA03 Valsartan et diurétiques
C09DA04 Irbésartan et diurétiques
C09DA06 Candésartan et diurétiques
C09DA07 Telmisartan et diurétiques
C09DA08 Olmésartan médoxomil et diurétiques
C09DA09 Azilsartan médoxomil et diurétiques
C09DA10 Fimasartan et diurétiques

### C09DB Antagonistes de l'angiotensine II et inhibiteurs du canal de calcium
C09DB01 Valsartan et amlodipine
C09DB02 Olmésartan médoxomil et amlodipine
C09DB04 Telmisartan et amlodipine
C09DB05 Irbésartan et amlodipine
C09DB06 Losartan et amlodipine
C09DB07 Candésartan et amlodipine
C09DB08 Valsartan et lercanidipine

### C09DX Antagonistes de l'angiotensine II, autres associations
C09DX01 Valsartan, amlodipine et hydrochlorothiazide
C09DX02 Valsartan et aliskiren
C09DX03 Olmésartan médoxomil, amlodipine et hydrochlorothiazide
C09DX04 Valsartan et sacubitril

## C09X Autres agents agissant sur le système rénine-angiotensine

### C09XA Inhibiteurs de larénine
C09XA01 Remikiren (en)
C09XA02 Aliskiren
C09XA52 Aliskiren et hydrochlorothiazide
C09XA53 Aliskiren et amlodipine (en)
C09XA54 Aliskiren, amlodipine et hydrochlorothiazide